# Castillo de Irulegui
El castillo de Irulegui (usado como topónimo, oficialmente Castillo de Irulegi con una mezcla de español y vasco y dos mayúsculas) fue un antiguo castillo de Navarra, España, desaparecido y hoy reconstruido en parte, situado en la cima del monte Irulegui, o peña Laquidáin, de 893 m de altitud en la localidad navarra de Laquidáin en el Valle de Aranguren. 
El castillo se encuentra situado en una zona denominada valle prepirenaico, entre los Pirineos y el río Ebro, a las puertas orientales de la comarca geográfica conocida como Cuenca de Pamplona. Desde la cima del Irulegui se domina la cuenca de Pamplona, así como el camino que desde Idoate comunicaba Izagaondoa con el valle. En días despejados se ven los Pirineos.
Es uno de los ejemplos más claros de los castillos medievales del Reino de Navarra. Destaca la torre del homenaje de forma pentagonal en proa.
Durante la Edad del Hierro fue un castro de los vascones, que se extendía a lo largo de la ubicación del castillo y de la explanada que hay frente a él, quedando vestigios de su muralla y de estructuras en el subsuelo, estas últimas en buen estado. Según el historiador Javier Armendáriz, estamos frente al núcleo originario de Pamplona. Este castro prerromano fue destruido hacia el año 76 a. C. como consecuencia de la rebelión de Sertorio. En las excavaciones realizadas por la Sociedad de Ciencias Aranzadi se halló, en 2022, la llamada Mano de Irulegui, una importante pieza arqueológica debido a sus inscripciones posiblemente en lengua vascónica, antecesora del euskera.

## El castillo

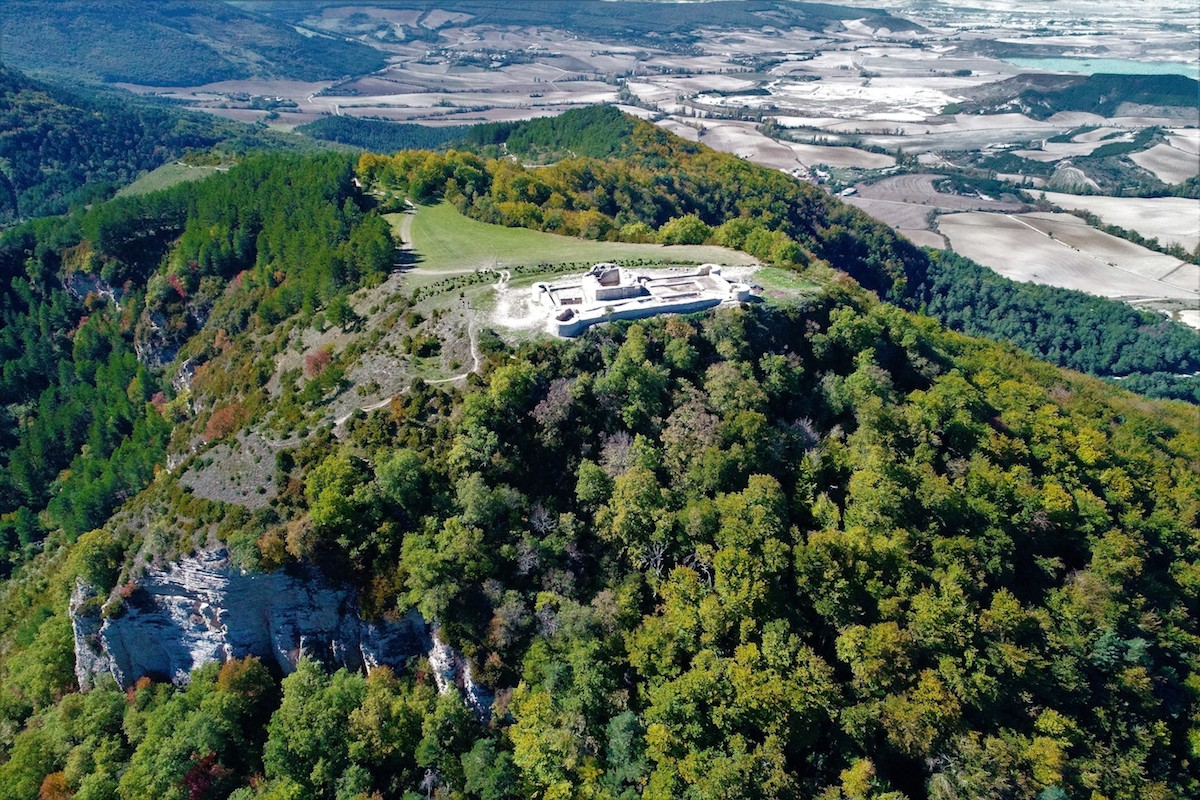
Vista aérea

La fortaleza, construida para la defensa de Noáin, está documentada a finales del siglo XII, aunque hay leyendas que sugieren la existencia de un complejo defensivo durante las razias de Almanzor en el siglo XI. En 1371 se le encomienda al merino de Sangüesa comprobar si el alcaide de Irulegui, Gonzalo Ruiz de Eransus, residía en el castillo junto a su familia, cosa que realizó en agosto de 1374. Cuatro años más tarde solo quedaba en el castillo una guarnición de cinco peones.
En 1416 se efectúa una modernización del castillo, añadiéndole una estructura triangular al frente de la torre del homenaje para soportar mejor los ataques de artillería, creando una torre del homenaje pentagonal en proa, única entre los castillos navarros, y un recinto rectangular con torres esquineras. Posteriormente se documentan labores de mantenimiento y suministro de la fortaleza.
En 1494, los reyes de Navarra Catalina de Foix y su esposo Juan III decidieron desmocharlo ante el empuje de los beaumonteses, que controlaban la fortaleza y, en consecuencia, la cuenca de Pamplona. La orden fue dada por los reyes a Johan de Méharin el 12 de septiembre de 1494 y se ejecutó el 24 de noviembre de ese mismo año mediante una comisión que se creó por Juan de Garro y el capitán Remonet para buscar mano de obra para ello. Se tiene constancia que ya en 1492 parte de la estructura había sido derribada obedeciendo a la política iniciada por los soberanos navarros para acabar con el conflicto civil que asolaba Navarra desde hacía casi cinco décadas. 
El derribo de la fortaleza fue complicado de realizar: se demolieron primero la torre del homenaje y las murallas y torres esquineras, se destruyó totalmente la puerta de entrada y se colmató el aljibe que debía de tener una cubierta abovedada. Esto llevó a que la sedimentación de los restos de la construcción no fuera natural, lo cual ha privado a este castillo de ofrecer un registro de materiales inusuales. 
Entre los años 2007 y 2017, la Sociedad de Ciencias Aranzadi realizó el estudio de los restos del castillo, excavándolo casi en su integridad y efectuando el cotejo con dataciones absolutas de depósitos estratificados. El yacimiento se encontraba en un buen estado de conservación al no haber habido modificaciones ni actuaciones en el terreno posteriores a su destrucción.
En la primera intervención realizada en 2007 se hallaron restos de un poblado de la Edad del Hierro, que se estudiaron tras completar todo lo referente a la fortaleza. 
El castillo de Irulegui presenta los siguientes elementos defensivos:
- Torre del homenaje, de tipo pentagonal en proa ubicada junto a la muralla defensiva, ocupando su parte central derecha de la muralla sur. Los muros son de una anchura media de aproximadamente dos metros y la altura de sus restos es superior a tres metros desde su base, superando los cuatro metros de altura en la pared del lado.

- Muralla de cierre, con un perímetro de unos 136 m y encerrando una superficie de 569 m², que rodea un área rectangular con torreones cilíndricos en sus vértices y uno central en la parte sur, al lado de la torre del homenaje. El lienzo de la parte sur es el mejor conservado y en él hay muestra de su mantenimiento a lo largo del tiempo en el que la construcción estuvo activa. En este lado de la muralla se halló un portón de reducidas dimensiones. En el lado norte, colindante a un acantilado y más sencilla de defender, los restos encontrados, de las mismas características que los de los otros lienzos, estaban peor conservados. En el lado norte hacia el oeste se ubicaba la puerta principal. Se han hallado restos que señalan una entrada de grandes dimensiones, así como restos de una estancia enlosada de unos 9,6 m² que se interpreta como el vestíbulo o estancia tras el acceso principal. En el enlosado se halló el gozne, de 22 cm de diámetro, realizado en una sola pieza de sillar de 36 x 39 x 40 cm, de la puerta de acceso, en la que hay unos escalones desgastados por el uso.

- Falsabraga. El antemuro bajo o segundo recinto está compuesto por dos hiladas de sillarejo colocado sobre la base de roca natural, que conforma un pasillo de unos tres metros de anchura entre la muralla de cierre este y sur de unos 27 m de longitud.

- Estancias. En la parte norte, ubicados en paralelo a ese tramo de muralla, hay adosados tres recintos que están superpuestos al enlosado, lo que permite determinar que se construyeron a principios del siglo XV. En la parte sur y debajo de la torre del homenaje, y aprovechando la forma semicircular de la torre menor, se complementa con un espacio rectangular que tiene una superficie de 14 m² y se ha interpretado como capilla. En esta estancia se han encontrado testimonios de diferentes períodos constructivos y ocupacionales. A su lado se establece un recinto en forma de L mayúscula, que corre en paralelo con la muralla sur, luego con la oeste, de la que solo se han excavado 8 m². En la parte noroeste, entre la muralla y el vestíbulo que da a la entrada, se comunica la torre circular noroeste mediante un escalón. No se tienen datos de lo que pudo abarcar hacia el lado sur, aunque ocuparía unos 11 m².

En el lado sur se ha encontrado, adosado al muro principal, un horno circular que se estima como una de las estructuras más antiguas del castillo. El horno fue parcialmente excavado y cubierto por una solera de lajas poliédricas de calcarenita local, con un tamaño medio de 5 x 10 x 4 cm. Hay signos de rubefacción y colación morada por el intenso calor soportado. Se han hallado restos de carbón y un resto óseo de ovicáprido, que fue datado por radiocarbono en el siglo XII. La embocadura del horno fue destruida al hacerse, posteriormente, un muro sobre ella.
- Enlosado, hallado en la zona noreste del recinto, que está realizado mediante dos niveles de lajas de arenisca locales.
- Aljibe, con una planta cuadrangular que mide 3,85 por 4,25 metros y tiene una altura que oscila entre los 3,05 y los 3,50 metros, lo que da una capacidad de unos 54 000 litros. Fue excavado directamente en la roca natural del terreno.
- Capilla, aprovechando la forma semicircular de la torre del vértice noreste, en la que se ha hallado una estancia que se ha interpretado como capilla.
- Patio de armas, tiene una superficie aproximada de 42 m², está enlosado.[6]

## El poblado
La existencia en el Monte Irulegui de un oppidum proto-histórico se suponía- por lo menos- desde 2005. Antes de que hubiera excavación en la propia peña de Laquidáin, ya se habían descubierto en sus inmediaciones materiales muebles de cierta relevancia, que han sido contextualizados tras los hallazgos de la última década.
En 2007, el Ayuntamiento del Valle de Aranguren firmó un convenio de colaboración con la Sociedad de Ciencias Aranzadi  para hacer una investigación arqueológica del castillo y una restauración de este, terminándose las obras en 2017. Entre 2007 y 2008, se realizaron sondeos (prospecciones magnéticas y eléctricas) en la explanada a los pies del castillo, que confirmaron la existencia del castro prerromano mediante el hallazgo de diversas estructuras y materiales muebles de interés arqueológico. El yacimiento ha sido excavado y estudiado por Aranzadi en profundidad desde 2018, bajo la dirección de Mattin Aiestaran, y en él se han encontrado multitud de piezas arqueológicas. Todo apunta a una amplia secuencia de ocupación del área (continuada o no) que abarcaría desde el Bronce Final hasta la II Edad del Hierro, ubicada en territorio que las fuentes clásicas atribuían a los vascones. De momento se ha excavado la última fase del poblado, del primer cuarto del siglo I a. C. (Hierro Final). A raíz de las dataciones de C14 y la cultura material recuperada, se deduce que esta es la fase que se corresponde al incendio y posterior abandono en el contexto de las Guerras Sertorianas. Esta fase fue excavada entre 2020 y 2022, correspondiéndose a una superficie de 370 m², donde han aparecido dos viviendas (70 m²) y parte de la vía principal (4 m de anchura).
En 2022 el yacimiento pasó a la fama tras el anuncio del descubrimiento de un artefacto de bronce ahora conocido como la Mano de Irulegui.

## La mano de Irulegui

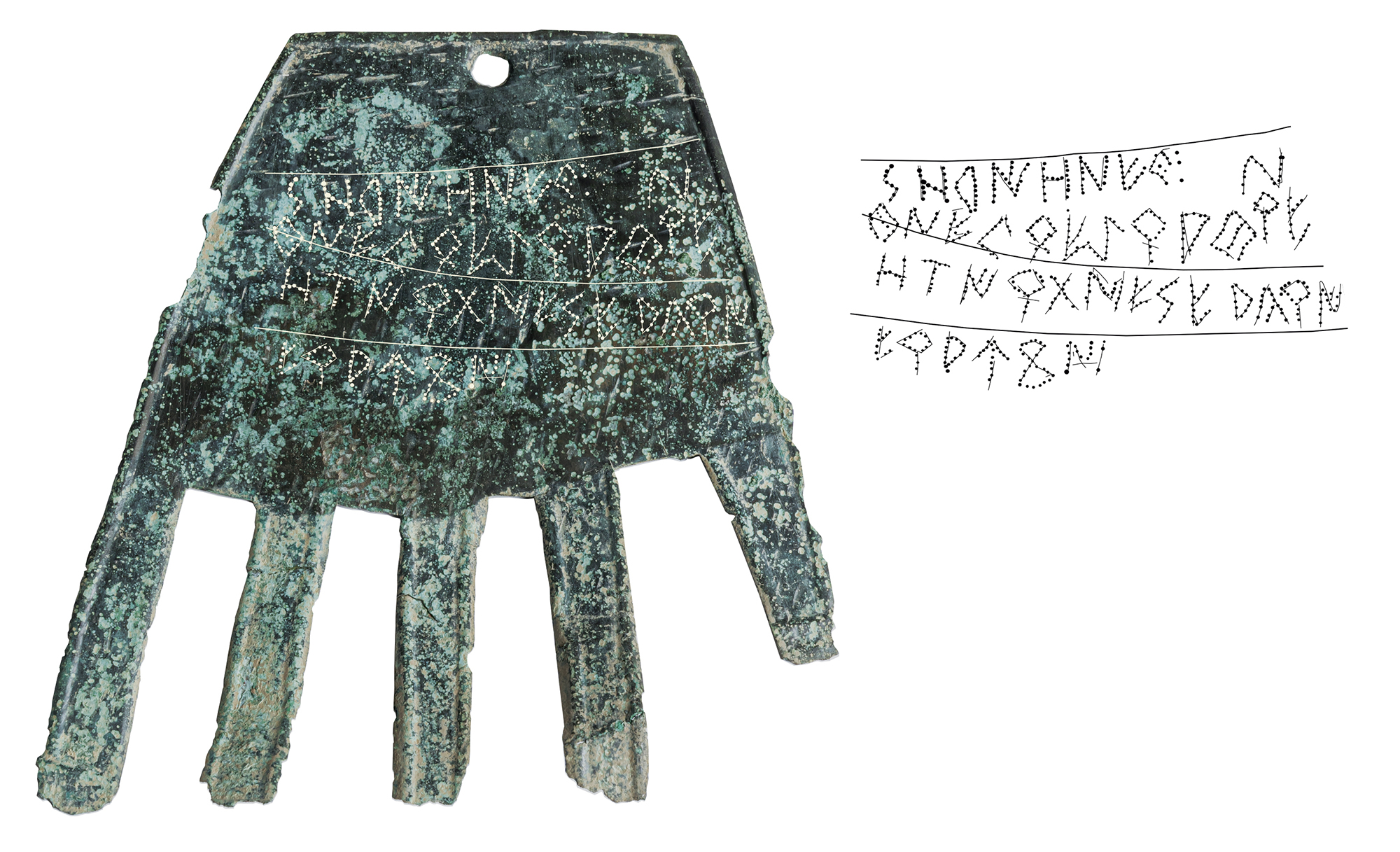
Mano de Irulegui

La Sociedad de Ciencias Aranzadi realizó trabajos de recuperación del castillo medieval y a partir de 2017 localizó, a pie del castillo, un poblado de la Edad del Hierro datado en el siglo I a. C. que se ubicaba en territorio que las fuentes clásicas atribuían a los vascones. El yacimiento ha sido excavado y estudiado por Aranzadi desde ese año y en él se han encontrado multitud de piezas arqueológicas. El 14 de noviembre de 2022, el gobierno de Navarra comunicó oficialmente un hallazgo de excepción realizado en dicho yacimiento. 
En la campaña dirigida por Mattin Aiestaran se encontró una pieza de bronce con forma de mano derecha extendida con una escritura en el dorso realizada en caracteres paleohispánicos, anterior a la llegada de los romanos a la península, en una lengua definida por los especialistas en epigrafía y lingüística como vascónico y relacionada con la lengua vasca actual. 
La transcripción de los caracteres hallados en la pieza ha dado el resultado de poder entender la primera palabra desde la similitud con el euskera actual; dicha palabra se transcribe como SORIONEKU, relacionada con el actual zorioneko que en castellano es ‘afortunado’. El resto del texto todavía está sin descifrar.
Esta palabra se convierte en el primer rastro escrito en lengua vascónica y además escrito en un signario que es también vascónico, con un sistema gráfico derivado del sistema ibérico, en el que se ha añadido o adaptado algún signo para marcar algún sonido o fonema vascónico que no existe en el signario ibérico.
El poblado fue abandonado tras el incendio que sufrió en el contexto de la guerra sertoriana. La mano de Irulegui fue hallada, bajo el adobe de los muros de las viviendas derruidas tras ese hecho bélico, por la arqueóloga Leire Malkorra el 18 de junio de 2021 y depositada en el Departamento de Restauración del Gobierno de Navarra. El 18 de enero de 2022, el proceso de limpieza y restauración que llevaba a cabo Carmen Usúa descubrió una serie de rayas y puntos que, examinados con detalle, dieron como resultado el hallazgo del texto en la pieza de bronce. Los símbolos fueron estudiados e interpretados por los especialistas en epigrafía paleohispánica y lingüística indoeuropea, Javier Velaza y Joaquín Gorrochategui.
La pieza arqueológica en cuestión representa una mano derecha extendida de unos 14,5 cm de longitud recortada de una lámina de bronce, cuya pátina contiene un 53,19% de estaño, 40,87% de cobre y 2,16% plomo, algo que es habitual en aleaciones muy antiguas. En él hay 40 signos distribuidos en cuatro líneas. Es lisa por el lado de la palma, mientras que en el dorso presenta la forma de las uñas, aunque no se han conservado las correspondientes a los dedos anular, corazón e índice. En el centro del extremo cercano a la muñeca, hay una perforación de 6,51 mm para clavarla en una madera. Sus medidas son 143,1 mm de altura, tiene un grosor de 1,09 mm, una anchura de 127,9 y un peso de 35,9 gramos.
Se interpreta como epígrafe ritual de buena fortuna colocada a la entrada de una vivienda, similar a los existentes en muchos lugares y que han sobrevivido hasta la actualidad. Para el grabado de los caracteres se han utilizado dos técnicas de escritura diferentes, lo cual es desconocido en la epigrafía antigua del mundo occidental. El grabado se ha realizado mediante la técnica conocida como «puntillado», pero antes de hacerlo se han trazado, esgrafiadas, incisiones hechas en el bronce con un instrumento punzante.